# Плодови цвасти
Плодови цвасти представљају групу плодова који настају из цвасти са многобројним цветовима који су мање-више редуковани.

## Примери
Дудиња има гроздасте цвасти које чине једнополни цветови. Женски цветови немају круницу, а чашицу им чине четири листића. Они касније разрасту и постану сочни и такви окружују плод орашицу који настаје из два оплодна листића. Орашице су тесно приљубљене једна уз другу.
Смоква има синкарпне орашице које су утиснуте за унутрашњи зид увучене осовине цвасти од које настаје јестиви део плода.
Ананас има већи број бобица, а срж се састоји од меснате осовине цвасти.